# 't Is mooi geweest
't Is mooi geweest is het laatste album van Rob de Nijs. Nadat bij hem de ziekte van Parkinson was vastgesteld, kondigde de zanger in 2019 het einde van zijn bijna 60-jarige carrière aan.
Belinda Meuldijk leverde de meeste teksten voor dit album. Daarnaast zijn er bijdragen van Danny Vera, Daniël Lohues, Paskal Jakobsen en Boudewijn de Groot.
Het openingsnummer Wat als later nu is werd een bescheiden hit, nadat Danny Vera en Paskal Jakobsen het nummer samen met De Nijs zongen in het praatprogramma Op1. Het album kwam op 14 november nieuw binnen op nummer 3 in de Album Top 100.